# Oribella canariensis
Oribella canariensis är en kvalsterart som beskrevs av Pérez-Íñigo 1986. Oribella canariensis ingår i släktet Oribella och familjen Oribellidae. Inga underarter finns listade i Catalogue of Life.